# فوئنتئارمخیل
فوئنتئارمخیل (به اسپانیایی: Fuentearmegil) یک دهستان در اسپانیا است که در سریا واقع شده‌است.

## خصوصیات
فوئنتئارمخیل ۶۰ کیلومترمربع مساحت و ۲۹۱ نفر جمعیت دارد.